# Besleria spissa
Besleria spissa är en tvåhjärtbladig växtart som beskrevs av Conrad Vernon Morton. Besleria spissa ingår i släktet Besleria och familjen Gesneriaceae. Inga underarter finns listade i Catalogue of Life.